# Castello di Carzago
Il castello di Carzago era una struttura militare edificata nel comune di Calvagese della Riviera, frazione Carzago Riviera, in provincia di Brescia.
Dell'antico castello, edificato a pianta quadrata probabilmente nel XIII secolo, sono rimaste parte delle mura con quattro torri circolari a difesa ed il mastio di ingresso, trasformato nel XVI secolo in campanile con orologio.

## Collegamenti esterni

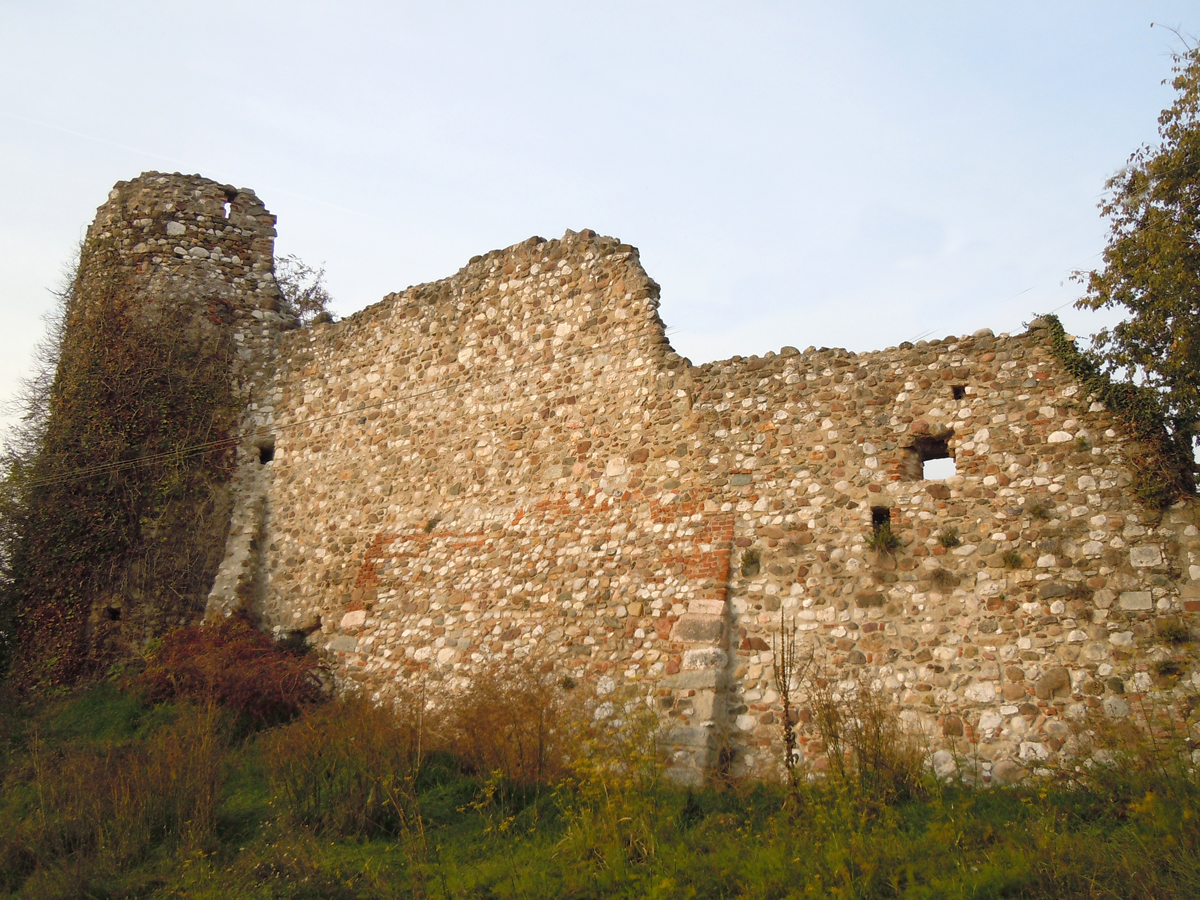
Le mura del castello